# Juan Palomo Martínez
El Dr. Juan Palomo Martínez nació el 28 de marzo de 1907 en la Ciudad de México y falleció el 26 de enero de 1977 en San Pedro Tláhuac, Distrito Federal.
Realizó sus estudios superiores en la Escuela Nacional Preparatoria, ubicada en el entonces Colegio de San Ildefonso y en la Escuela de Medicina de la Universidad Nacional de México (UNAM), obteniendo el título de médico cirujano el 18 de febrero de 1938.
Desde muy joven estuvo comprometido con el desarrollo de su comunidad. En 1940 junto a otros distinguidos personajes de la región, como el profesor Quintil Villanueva fundaron la Escuela Secundaria n.º 9 en el pueblo de San Antonio Tecómitl, ubicado al sur del Distrito Federal, en la delegación de Milpa Alta. La Secundaria n.º 9 fue la primera en atender a la creciente población infantil del sur del Distrito Federal. En esta escuela, el Dr. Palomo impartió la clase de Biología por varios años, sin retribución de ninguna especie.
Hacia 1954 realizó gestiones para obtener el servicio telefónico y comunicar a las delegaciones de Tláhuac y Milpa Alta con la entonces alejada Ciudad de México. Años más tarde, en 1956 integró con un grupo de entusiastas vecinos el Patronato de la Primera Feria Regional, Escolar, Agrícola, Ganadera e Industrial de Tláhuac, que se realiza hasta la fecha durante la última semana de junio. El propósito original de la fera era el de promover la economía de la delegación y mostrar las tradiciones de sus habitantes.
Su incansable labor educativo a favor de los jóvenes de Tláhuac continuó en 1958 con la fundación de la Escuela Secundaria n.º 47 Quetzalcóatl, de la cual fue Subdirector y con la creación de la secundaria técnica n.º 46 en 1963.
También participó activamente en la vida política de la Ciudad de México. En 1973 fue presidente de la H. Junta de Vecinos de Tláhuac y miembro del Consejo Consultivo de la Ciudad de México, (uno de los organismos que más tarde dieron forma a la actual Asamblea Legislativa del Distrito Federal) durante el sexenio del presidente Luis Echeverría Álvarez.

## Honores
Como reconocimiento a su destacada labor en favor del desarrollo de la delegación, las autoridades y el pueblo de Tláhuac han nombrado un bulevar que conecta el centro de Tláhuac con la carretera al municipio de Chalco, un parque en el barrio de Los Reyes y 2 escuelas, una secundaria para trabajadores y otra secundaria y preparatoria particular (http://www.jpm.edu.mx) con el nombre del Dr. Juan Palomo.
- Datos: Q5639607